# Йоахімув-Моґіли
Йоахімув-Моґіли (пол. Joachimów-Mogiły) — село в Польщі, у гміні Болімув Скерневицького повіту Лодзинського воєводства.
Населення — 106 осіб (2011).
У 1975-1998 роках село належало до Скерневицького воєводства.

## Демографія
Демографічна структура станом на 31 березня 2011 року:
|          | Загалом | Допрацездатний вік | Працездатний вік | Постпрацездатний вік |
| -------- | ------- | ------------------ | ---------------- | -------------------- |
| Чоловіки | 49      | 10                 | 31               | 8                    |
| Жінки    | 57      | 12                 | 27               | 18                   |
| Разом    | 106     | 22                 | 58               | 26                   |